# Mount Dumais
Mount Dumais ist ein 1830 m hoher und kliffähnlicher Berg im westantarktischen Queen Elizabeth Land. In der südlichen Patuxent Range der Pensacola Mountains ragt er 3 km nördlich des Lekander-Nunatak am südwestlichen Rand des Mackin Table auf.
Der United States Geological Survey kartierte ihn anhand eigener Vermessungen und Luftaufnahmen der United States Navy aus den Jahren zwischen 1956 und 1966. Das Advisory Committee on Antarctic Names benannte ihn 1968 nach Leutnant Clarence C. Dumais (1927–1998), diensthabender Offizier auf der Amundsen-Scott-Südpolstation im antarktischen Winter 1960.